# Магула (дем Спарта)
Магула (на гръцки: Μαγούλα) е село в Република Гърция, област Пелопонес, дем Спарта. Селото има население от 1415 души (2011). До 2011 година Магула е център на самостоятелен дем Мистра.

## Личности
Родени в Магула
- Йоанис Мосховитис (1874 – ?), гръцки лекар и военен